# باولو روبرتو
باولو روبرتو (بالسويدية: Paolo Roberto) مواليد 3 فبراير 1969 في ستوكهولم، هو ممثل، مذيع وملاكم سويدي سابق كان يصنف ضمن فئة وزن الوسط. خاض مباراته الاحترافية الأولى بتاريخ 18 ديسمبر 1993 وفاز فيها.

## إحصائيات
خاض خلال مسيرته 33 نزالا، فاز في 28 وتعادل في 1 وخسر في 4. فاز بالضربة القاضية في 13 نزالا.

## روابط خارجية
- باولو روبرتو على موقع IMDb (الإنجليزية)
- باولو روبرتو على موقع ألو سيني (الفرنسية)
- باولو روبرتو على موقع أول موفي (الإنجليزية)
- باولو روبرتو على موقع قاعدة بيانات الأفلام السويدية (السويدية)
- باولو روبرتو على موقع قاعدة بيانات الفيلم (الإنجليزية)
- باولو روبرتو على موقع كينوبويسك (الروسية)
- باولو روبرتو على موقع بوكس ريك (الإنجليزية) (registration required)